# Kloster Abenberg
Das Kloster Abenberg befand sich in Abenberg (südwestlich von Nürnberg, in der Diözese Bistum Eichstätt).

## Geschichte
Das Benediktinerkloster wurde vermutlich in den ersten Jahrzehnten des 12. Jahrhunderts gegründet, scheint aber schon nach kurzem Bestand wieder erloschen zu sein.